# Ladislav Janoušek
Ladislav Janoušek war ein böhmisch-tschechoslowakischer Radrennfahrer und nationaler Meister im Radsport.

## Sportliche Laufbahn
Janoušek war im Straßenradsport aktiv. Er war Teilnehmer der Olympischen Sommerspielen 1920 in Antwerpen. Dort wurde er 36. im olympischen Einzelzeitfahren. In der Mannschaftswertung kam die Tschechoslowakei mit František Kundert, Josef Procházka, Ladislav Janoušek und Bohumil Rameš auf den 9. Rang.
1907 gewann er die nationale Meisterschaft im Straßenrennen in Böhmen.